# Bogna Sokorska

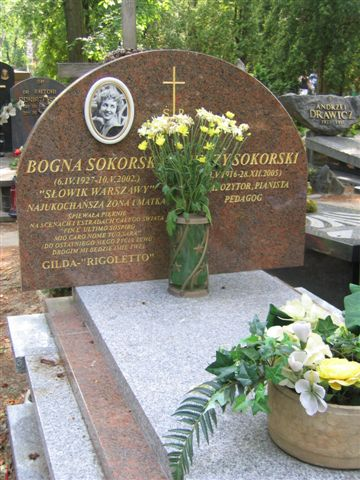
Nagrobek Bogny Sokorskiej na Cmentarzu Wojskowym na Powązkach w Warszawie

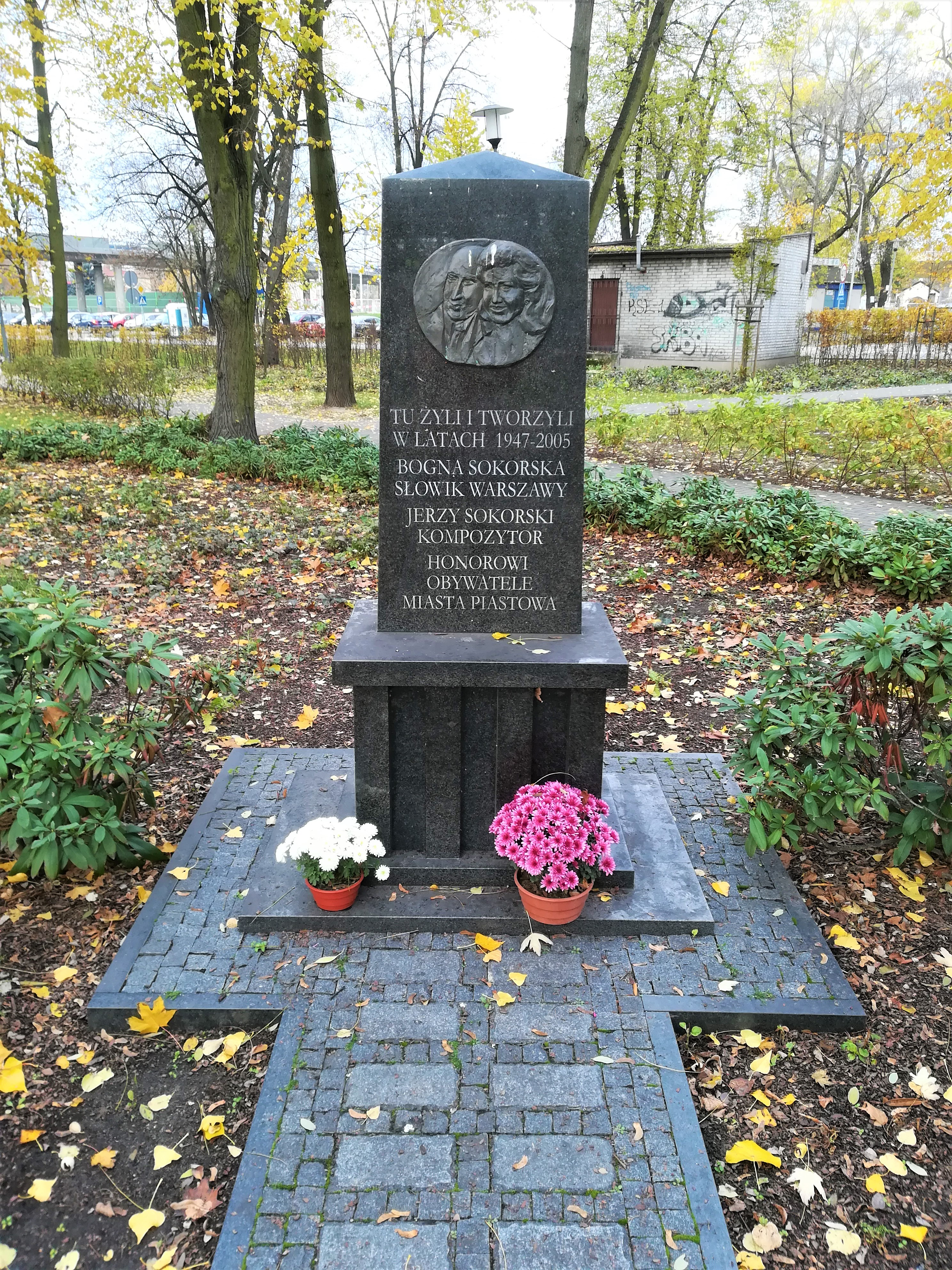
Pomnik Bogny i Jerzego Sokorskich w Piastowie

Bogna Sokorska, właśc. Bogumiła Julia Sokorska, de domo Kaczmarska (ur. 6 kwietnia 1927 w Warszawie, zm. 10 maja 2002 w Piastowie) – polska śpiewaczka operowa (sopran koloraturowy liryczny).

## Życiorys
Mężem artystki był pianista i kompozytor Jerzy Sokorski (brat Włodzimierza Sokorskiego – przewodniczącego Komitetu ds. Radia i Telewizji za rządów Władysława Gomułki). Siostra malarza Janusza Kaczmarskiego, ciotka poety i barda Jacka Kaczmarskiego.
Lata szkolne spędziła w Piastowie, gdzie ukończyła Liceum Ogólnokształcące im. Adama Mickiewicza.
Należała do najwybitniejszych polskich artystek śpiewaczek drugiej połowy XX wieku. Studiowała śpiew w Warszawie u M. Dobrowolskiej-Gruszczyńskiej (1945–1948) oraz u Ady Sari (1948–1954). W latach 1958–1973 z przerwami przebywała za granicą.
Była laureatką Ogólnopolskiego Konkursu Śpiewaczego (1951), solistką Opery Warszawskiej (1961–1963) i teatrów operowych w Düsseldorfie (1964–1970) oraz Essen (od 1970). Odbywała występy gościnne na europejskich scenach operowych, recitale, koncerty w kraju i za granicą. Nagrała album Słowik Warszawy (1964).
Warszawiacy nazywali ją „Słowikiem Warszawy”. Wykonała liczne nagrania z orkiestrą. W swoim repertuarze operowym posiadała około 20 partii sopranu koloraturowego (m.in. Konstancja, Blonda, Fiordiligi, Królowa Nocy, Norina, Gilda) oraz wiele pieśni kompozytorów polskich i zagranicznych. Przez wiele lat występowała w Festiwalach Moniuszkowskich w Kudowie-Zdroju. Poświęciła się również pracy pedagogicznej, wykładała na Letnich Kursach Mistrzowskich w Weimarze, jedną z jej uczennic była Justyna Reczeniedi, autorka książki Bogna Sokorska. Życie i kariera Słowika Warszawy – wspomnienie. 
Została pochowana na Cmentarzu Wojskowym na Powązkach w Warszawie (kwatera A3 tuje-1-7)
30 października 2011 w Piastowie miało miejsce odsłonięcie obelisku poświęconego Bognie i Jerzemu Sokorskim.

## Dyskografia
Płyty nagrane w wytwórni Top Tank Records w Wielkiej Brytanii z udziałem orkiestry Pinewood Studio Orchestra
- Songs for You Vol. 1, EP, JKP2000
- Songs for You Vol. 2, EP, JPK2001

Płyty nagrane dla Polskich Nagrań
- Hrabina – Opera w przekroju, Muza XL0226
- The Warsaw Nightingale, 1964, Muza XL0228
- Słowik Warszawy, 1964, Muza XL0228, inna edycja The Warsaw Nightingale Muza SX 0228.
- Arie operowe, Muza SXL0716
- Królewna Śnieżka – Fantazja z bajki muzycznej, Muza L0334
- Słowik Warszawy, 2002, PNCD613

Pocztówki dźwiękowe
- Królewna Śnieżka cz. 1, KAW B1 (piosenka Kto nauczył się śmiać)
- Królewna Śnieżka cz. 2, KAW B2 (piosenka Tam w górze)

## Odznaczenia
- Krzyż Komandorski Orderu Odrodzenia Polski (1964)[7]

## Filmografia
- Aptekarz (reż. Jan Kulma), 1958
- La serva padrona – Służąca panią (reż. Jan i Joanna Kulmowie), 1961
- Śpiąca królewna – Aurora / Różyczka (głos, partie wokalne) (reż. Henryka Biedrzycka, polski dubbing), 1962
- Godzina pąsowej róży – wykonanie muzyki (reż. Halina Bielińska), 1963